# Chiromyiformes
De Chiromyiformes waren een infraorde van de orde primaten. Deze infraorde bestond uit één familie, de vingerdieren (Daubentoniidae), die endemisch is in Madagaskar. De wetenschappelijke naam werd in 1931 gepubliceerd door Anthony & Coupin. In 2008 classificeerde een team van biologen deze familie echter onder de superfamilie Lemuroidea. Daarmee verdween de hele infraorde Chiromyiformes. Soorten van de infraorde Lemuriformes zijn derhalve de enige primaten in Madagaskar.

## Taxonomie
Deze infraorde bestond uit één familie.
- Infraorde: Chiromyiformes (1 soort)
  - Familie: Daubentoniidae (Vingerdieren) (1 soort)
    - Geslacht: Daubentonia (Vingerdieren) (1 soort)
      - Soort: Daubentonia madagascariensis (Vingerdier)
      - Soort: Daubentonia robusta †